# سواس (نبات)
السَّوَاسُ (اسم علمي Periploca aphylla)، شجيرة من فصيلة الدفلية. موطنه الأصلي يمتد من السودان وسيناء حتى شبه الجزيرة العربية وشمال غرب الهند. أوراقها بسيطة وعريضة. يمكن أن تنمو إلى 1.5 متر.
| سواس (نبات) | السواس من العضاة وهو شبيه بالمرخ له سنفة مثل سنفة المرخ وليس له شوك ولا ورق، يطول في السماء ويستظل تحته. وقال بعض العرب: هي السواسي، قال أبو حنيفة: فسألته عنها، فقال: السواسي والمرخ هؤلاء الثلاثة متشابهة، وهي أفضل ما اتخذ منه زند يقتدح به ولا يصلد. | سواس (نبات) |